# ديك روبرتسون (لاعب كرة قدم أسترالية)
ديك روبرتسون (بالإنجليزية: Dick Robertson)‏ هو لاعب كرة قدم أسترالية أسترالي، ولد في 24 مايو 1877 في إتشوكا في أستراليا، وتوفي في 9 مايو 1936 في Penshurst, Victoria ‏ في أستراليا.

## وصلات خارجية
- ديك روبرتسون على موقع AustralianFootball.com (الإنجليزية)
- ديك روبرتسون على موقع AFLtables.com (الإنجليزية)